# Nicolás Bravo
Nicolás Bravo Rueda (10 de setembre de 1786 - 22 d'abril de 1854) fou un polític i soldat mexicà. Fou president en dues ocasions durant la invasió dels Estats Units a Mèxic.

## Biografia
Durant la Guerra d'independència de Mèxic (1810-1821), Bravo lluità al costat de l'insurgent José María Morelos en la campanya del sud. El 1811, s'uní a les forces d'Hermenegildo Galeana i obtingué el control militar de Veracruz. També participà en la defensa del Congrés de Chilpancingo. El 1817, l'Exèrcit Reialista el feu presoner, i no seria alliberat sinó fins al 1820. S'afegí al Pla d'Iguala i el 27 de setembre de 1821 entrà a la ciutat de Mèxic amb l'Exèrcit Trigarant. Fou designat conseller d'Estat pel Congrés Constituent.
Quan Agustín de Iturbide fou coronat emperador, prengué les armes en oposició i formà un govern a Oaxaca. Bravo creà un exèrcit i marxà cap a la ciutat de Mèxic des de la ciutat de Puebla. Quan l'Imperi caigué, Bravo fou vicepresident del govern de Guadalupe Victoria de 1824 a 1829.
Encara no es formaven els partits polítics a Mèxic; els polítics s'associaven amb el ritu de les lògies francmaçones: el ritu escocès (conservador) i el ritu de York (liberal).Bravo fou Gran Mestre del ritu escocès a Mèxic entre 1823 i 1827, època en què la seva lògia tenia la majoria dels càrrecs d'influència al país. El 1827, tanmateix, els polítics del ritu de York havien començat a guanyar influència i poder. Amb por de perdre la seva posició privilegiada, Bravo encapçalà una insurrecció militar, que no reeixí. Bravo fou capturat el 7 de gener de 1828. Bravo s'exilià a l'Equador i retornà a Mèxic el 1829, quan fou elegit un nou president.
Ocupà diversos càrrecs, i el 1839 fou designat president interí de la República. Durant la Intervenció Nord-americana a Mèxic lluità contra l'exèrcit invasor. El 13 de setembre de 1847 fou empresonat en la batalla de Chapultepec. El 22 d'abril de 1854 morí a Chichihualco, Estat de Guerrero.